# 家の教会

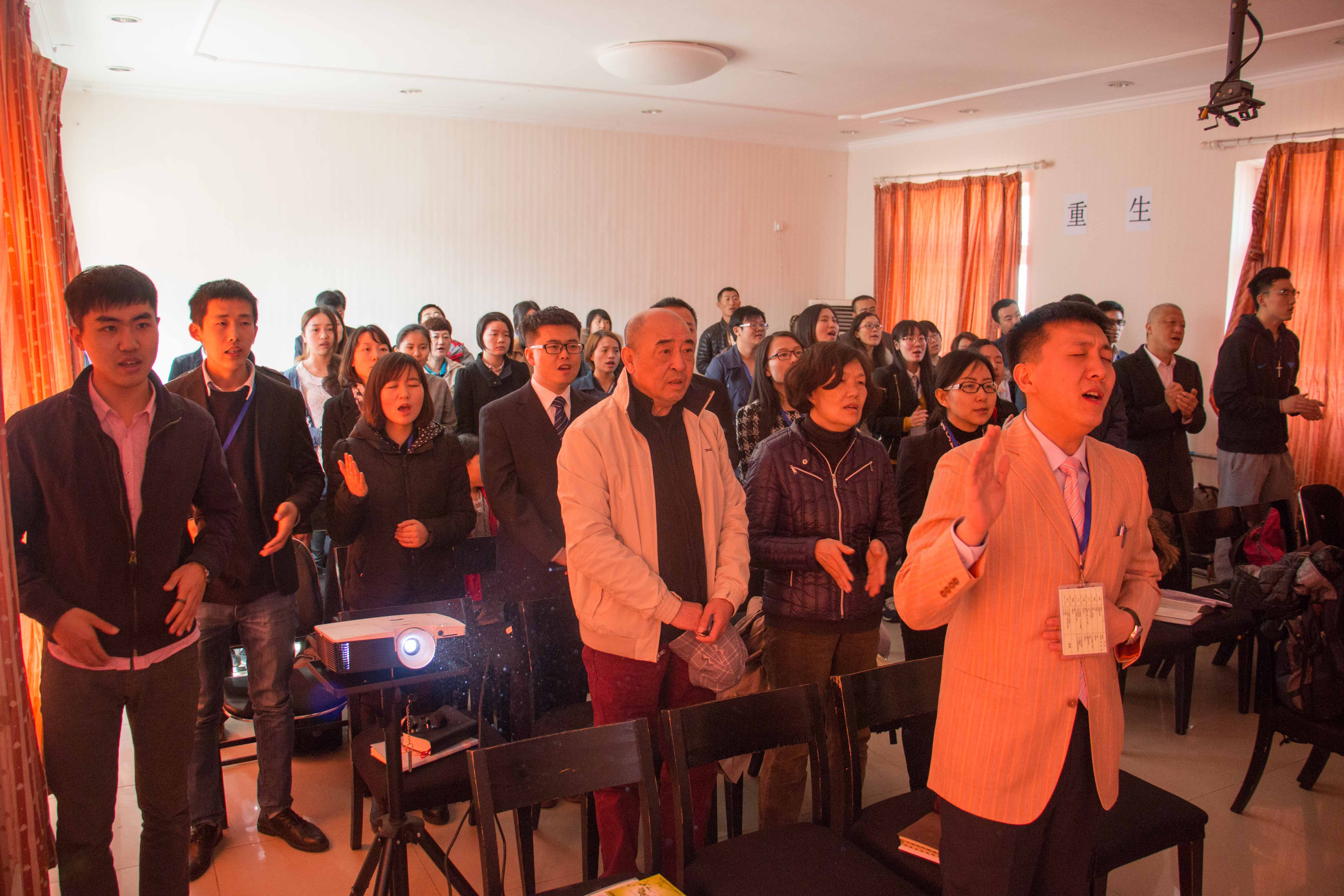
北京のある「家の教会」（2014年）

家の教会（いえのきょうかい、英語: House church）または家庭教会（中国語：家庭教会）と呼ばれているのは、中華人民共和国で政府の認可を受けた中国基督教協会所属の三自愛国教会からは独立して運営されているキリスト教集会を指す。文化大革命の終了後、1980年代初頭の宗教政策の変更によって誕生した。

## 歴史
1949年に中国共産党が中華人民共和国を設立した後、すべての宗教は多くの不確実性状態にあった。この期間中に、プロテスタントが彼らの愛国心と新政府への支持を宣言して、三自愛国教会が設立されるようになったといわれる。しかし、文化大革命（1966–1976）の時までに、すべての公の宗教的慣習は終わりを告げた。その文化大革命の終了後の宗教政策の変更により、1980年に三自愛国教会が復活し、中国基督教協会も結成されて、公的に登録された礼拝はそこへ参加するが、それを望んでいないプロテスタントの集会は、最終的には「家の教会」と呼ばれることになった。
1990年代以降には、中国社会は経験したことのない急速な都市化で多大な発展をした。家の教会は互いに完全に独立していることから始まったが、例えば河南省や浙江省に本部を置くいくつかの家の教会ネットワークは大いに発展して、全国に宣教師を送り、彼らを近隣諸国へも送り始めた。
急速な都市化はまた、中国の都市中心部へ人々の移住と、そこに家の教会の台頭をもたらした。これらの集会のいくつかは、移民労働者のコミュニティや大学生を通じて発展してきた。他の新しいコミュニティは、都市の知識人や起業家の間で見ることができる。

## 参照項目
- 中国のキリスト教
- 中国基督教協会 - 新中国のプロテスタント合同教会
- 愛徳印刷有限公司 - 中国基督教協会下の印刷所
- 和合本 - 中国のプロテスタント使用の中国語聖書
- 賛美詩・新編 - 中国のプロテスタント使用の賛美歌集